# جيمس السورث
جيمس ألسورث «جيمي» موريس (ولد في 11 ديسمبر 1984)، هو مصارع محترف أمريكي، معروف باسم الحلبة (جيمس إلسورث). اشتهر بفترة عمله مع دبليو دبليو إي (WWE).

## وصلات خارجية
- جيمس السورث على موقع IMDb (الإنجليزية)
- جيمس السورث على موقع قاعدة بيانات الفيلم (الإنجليزية)
- جيمس السورث على موقع دبليو دبليو إي (الإنجليزية)
- جيمس السورث على موقع WrestlingData.com (الإنجليزية)
- جيمس السورث على موقع CageMatch worker (الإنجليزية)
- جيمس السورث على موقع قاعدة بيانات المصارعة على الإنترنت (الإنجليزية)
- جيمس السورث على موقع عالم المصارعة على الإنترنت (الإنجليزية)
- جيمس السورث على موقع عالم المصارعة على الإنترنت (الإنجليزية)

- ـ ellsworth/ جيمس السورث في موقع WWE